# Iváncsics Mihály
Iváncsics Mihály (1893 – 1968) magyar nemzetközi labdarúgó-játékvezető, sportvezető. Teljes neve: Iványi Iváncsics Mihály. Polgári foglalkozása sportvezető.

## Pályafutása

### Labdarúgóként
1905-ben a Kőbányai SC egyik alapítója volt. Itt Ifjúsági játékosként szerepelt. 1907-től 1909 az Ifjúsági Labdarúgó Szövetség jegyzője, 1910-től 1912-ig edzője volt. 1909-ben a Budai 33 FC játékosa lett. 1912-től a Törekvés SE csapatában játszott. 1915-ben kulcscsonttörést szenvedett. Ezt követően befejezte játékos pályafutását.

### Nemzeti játékvezetés
A 19. század végén, a 20. század elején a labdarúgó egyesületek játékosaik közül kértek fel egy-egy sportolót, sportvezetőt a mérkőzés vezetésére, akkor még nem mindenkinek kellett vizsgát tenni. Játékvezetői pályafutását 1910-ben a Magyar Ifjúsági Ligában kezdte, 1915-ben az MLSZ-ben tett játékvezetői vizsgát.
Magyarországon a professzionista játékvezetői periódus 1926-1934 között tartott. A profi labdarúgó szövetség mellett nem volt profi játékvezetői keret, csak profi mérkőzéseket vezető játékvezetők (25 fő). A professzionista mérkőzések vezetésére jogosult volt. A professzionista labdarúgás felszámolásával megszűnt a címzetes professzionista (valójában amatőr) bírói keret is.  1925–1931 között a legjobb mérkőzésvezetők között tartották számon. Az NB I játékvezetőjeként 1940-ben vonult vissza.
1950. márciusban a Magyar Futballbírák Testületének (JT) főtitkára Tabák Endre a játékvezetők részére egységes felszerelést alakított ki. A felső ruházat fekete ing, JT emblémával, fehér gallérral, az újak és a nyak fehér szegéllyel. Fekete sportnadrág, fekete sportszár fehér szegéllyel. Ugyanakkor FIFA szettet kaptak nemzetközi játékvezetőink: Kamarás Árpád, Dorogi Andor, Gerő Ferenc, Klug Frigyes, Hertzka Pál, Iváncsics Mihály és a 40 éves jubileumát ünneplő Bíró Sándor.

#### Nemzetközi játékvezetés
A Magyar Labdarúgó-szövetség Játékvezető Bizottsága (JB) terjesztette fel nemzetközi játékvezetőnek, a Nemzetközi Labdarúgó-szövetség (FIFA) 1924-től tartotta nyilván bírói keretében. Több nemzetek közötti válogatott és klubmérkőzést vezetett, vagy működő társának partbíróként segített. Az aktív nemzetközi játékvezetéstől 1940-ben búcsúzott. Nemzetközi mérkőzéseinek száma: 76. Válogatott mérkőzéseinek száma: 25.

#### Labdarúgó-világbajnokság
A világbajnoki döntőhöz vezető úton Olaszországba a II., az 1934-es labdarúgó-világbajnokságra a FIFA JB kifejezetten partbíróként alkalmazta. Magyar bíró1934-ben tevékenykedett először világbajnokságon. Csak partbíróként működhetett, mert az MLSZ elfelejtette játékvezetőnek nevezni. Az újrajátszott mérkőzésen egyes számú beosztást kapott, játékvezetői sérülés esetén továbbvezethette volna a találkozót. Partbírói mérkőzéseinek száma világbajnokságon: 4.

##### 1934-es labdarúgó-világbajnokság

###### Világbajnoki mérkőzés
| Időpont          | Helyszín                        | Mérkőzés típusa    | Mérkőzés                  | Játékvezető   | Eredmény | Nézők száma |
| ---------------- | ------------------------------- | ------------------ | ------------------------- | ------------- | -------- | ----------- |
| 1934. május 27.  | Luigi Ferraris Stadion, Genova  | egyik nyolcaddöntő | Spanyolország–Brazília    | Alfred Birlem | 3 : 1    | 21 000      |
| 1934. május 31.  | Giovanni Berta Stadion, Firenze | egyik negyeddöntő  | Olaszország–Spanyolország | Louis Baert   | 1 : 1    | 35 000      |
| 1934. június 1.  | Giovanni Berta Stadion, Firenze | újrajátszás        | Olaszország–Spanyolország | René Mercet   | 1 : 0    | 43 000      |
| 1934. június 10. | Nemzeti Stadion, Róma           | döntő              | Olaszország–Csehszlovákia | Ivan Eklind   | 2 : 1    | 50 000      |

#### Olimpiai játékok
Az 1924. évi és az 1928. évi nyári olimpiai játékok labdarúgó tornáján a FIFA JB bíróként és partbíróként vette igénybe szolgálatát.

##### 1924. évi nyári olimpiai játékok
Kiemelkedően jegyzett első labdarúgó tornája, ahol az egyik elődöntőt irányította. A FIFA JB elvárásának megfelelően, ha nem vezetett, akkor valamelyik működő társának segített partbíróként. Egy csoportmérkőzésen és kettő nyolcaddöntőn volt a játékvezető partbírója. Az első nyolcaddöntőn egyes számú beosztást kapott, játékvezető sérülése esetén továbbvetheti a mérkőzést. Az elődöntőben egyik segítője Gerő Ferenc lehetett.
| Időpont         | Helyszín                 | Mérkőzés típusa    | Mérkőzés                  | Játékvezető              | Eredmény | Nézők száma |
| --------------- | ------------------------ | ------------------ | ------------------------- | ------------------------ | -------- | ----------- |
| 1924. május 25. | Bergeyre Stadion, Párizs | első forduló       | Csehszlovákia–Törökország | Peder Christian Andersen | 5 : 2    | 4 344       |
| 1924. május 28. | Bergeyre Stadion, Párizs | egyik nyolcaddöntő | Svájc–Csehszlovákia       | Peder Christian Andersen | 1 : 1    | 9 157       |
| 1924. május 29. | Colombes Stadion, Párizs | egyik nyolcaddöntő | Belgium–Svédország        | Heinrich Retschury       | 1 : 8    | 8 532       |
| 1924. június 5. | Colombes Stadion, Párizs | egyik elődöntő     | Svédország–Svájc          | Ivancsics Mihály         | 1 : 2    | 7 448       |

##### 1928. évi nyári olimpiai játékok
A második olimpiai részvételén az egyik csoportmérkőzésen és az egyik elődöntő találkozón volt partbíró.
| Időpont         | Helyszín                     | Mérkőzés típusa | Mérkőzés               | Játékvezető   | Eredmény | Nézők száma |
| --------------- | ---------------------------- | --------------- | ---------------------- | ------------- | -------- | ----------- |
| 1928. május 29. | Old Stadion, Amszterdam      | első kör        | Portugália–Jugoszlávia | Alfred Birlem | 2 : 1    | 1 226       |
| 1928. június 7. | Olimpiai Stadion, Amszterdam | egyik elődöntő  | Uruguay–Olaszország    | Willem Eymers | 3 : 2    | 15 230      |

## Sportvezetőként
1923/1924-ben az MLSZ ifjúsági válogatott kapitánya, később hosszú időn át a Törekvés SE alelnökeként tevékenykedett. Az MLSZ JT Fegyelmi Bizottságának tagja, mindig az előnyös oldalt, a játékvezető erényeit tekintette fontosnak.

## Sikerei, díjai
1958-ban azoknak a játékvezetőknek, 30 és ennél több esztendeje szolgálják játékvezetőként a labdarúgást ügyét, a Magyar Testnevelési és Sporthivatal (MTSH) elnöke a Testnevelés és Sport kiváló dolgozója jelvényt adományozta. A Játékvezető Testület díszveretét Tabák Endre főtitkár nyújtotta át a kitüntetettnek.